# Рудольф Ілловскі
Рудольф Ілловскі (угор. Illovszky Rudolf, нар. 21 лютого 1922, Будапешт — пом. 23 вересня 2008, Будапешт) — угорський футболіст, що грав на позиції нападника. По завершенні ігрової кар'єри — футбольний тренер.
Виступав, зокрема, за клуб «Вашаш», а також національну збірну Угорщини.

## Клубна кар'єра
Після завершення початкової та середньої школи почав працювати, ремонтував автомобільні шини, пізніше продовжив навчання. Після завершення школи в Чепелі почав працювати. Паралельно з роботою в 1933 році почав займатися футболом в молодіжній школі столичного МТК, допоки в 1941 році не перейшов у «Вашаш», в складі якого провів усю свою клубну кар'єру (до 1955 року). Загалом у складі «Вашашу» зіграв 270 офіційних матчів, в яких відзначився 87-ма забитими м'ячами. У складі «Вашаша» був одним з головних бомбардирів команди, маючи середню результативність на рівні 0,35 голу за гру в чемпіонаті.

## Виступи за збірну
1945 року дебютував в офіційних матчах у складі національної збірної Угорщини в Австрії проти збірної Болгарії, а останній матч провів проти Албанії. Протягом кар'єри у національній команді, яка тривала 4 роки, провів у формі головної команди країни лише 3 матчі.

## Кар'єра тренера
Ще будучи гравцем команди почав тренувати дітей та підлітків, а в 1957 році, отримавши тренерську ліцензію, завершив кар'єру гравця та очолив тренерський штаб клубу «Вашаш». На цій посаді він замінив Бароті Лайошта, який перейшов на посаду начальника команди. Період перебування на посаді головного тренера клубу Рудольфа Ілловскі став найуспішнішим для клубу, команда декілька разів стала переможницею національного чемпіонату.
З 1963 по 1966 рік працював головним тренером збірної Угорщини, а в 1965 році на короткий час знову повернувся на посаду головного тренера «Вашашу». З 1966 по 1967 роки знову тренував національну збірну, але був відправлений у відставку. З 1967 по 1969 роки знову тренував «Вашаш». У 1970 році вперше виїхав за кордон та очолив грецький «Пієрікос». В 1971 році знову очолив національну збірну. Під його керівництвом на Літніх Олімпійських іграх 1972 року привів збірну до срібних нагород футбольного турніру, того ж року вивів збірну Угорщини до 1/2 фіналу чемпіонату Європи, але збірна в підсумку посіла 4-те місце. В 1974 році повернувся до «Вашашу», яким керував до 1977 року. З 1978 по 1979 роки працював у австрійському клубі «Адміра Вакер».
У 1983 році очолив молодіжну академію клубу «Вашаш», але вже в 1984 році знову працював головним тренером (до 1986 року) головної команди клубу. В цей час під його керівництвом команада стала володарем Кубку Угорської Народної Республіки. Потім вирішив піти на пенсію, але в 1995 році повернувся на посаду головного тренера, щоб врятувати «Вашаш» від вильоту до нижчого дивізіону. Пізніше займав посаду технічного дректора «Вашашу» та входив до керівництва клубу.
В 2007 та 2008 роках через проблеми з серцем його неодноразово госпіталізовували. Тим не менше, він все одно дуже часто приходив на домашні поєдинки рідного клубу. Помер на світанку 23 вересня 2008 року на 87-му році життя в відділенні інтенсивної терапії лікарні Szent Imre Kórház міста Будапешт.

## Досягнення

### Як гравця
Вашаш
- Кубок Угорщини:
  -  Володар (1): 1955
- Кубок Мітропи:
  -  Володар (1): 1956

### Як тренера
Вашаш
- Чемпіонат Угорщини
  -  Чемпіон (4): 1961, 1962, 1965, 1977
- Кубок Угорщини:
  -  Володар (1): 1986
- Кубок Мітропи:
  -  Володар (3): 1960, 1962, 1965

Угорщина
- Срібний олімпійський призер: 1972

### Особисті нагороди
- Приз Бели Бая: 2002

## Статистика виступів у збірній
| Матчі та голи Рудольфа Ілловскі в футболці збірної Угорщини | Матчі та голи Рудольфа Ілловскі в футболці збірної Угорщини | Матчі та голи Рудольфа Ілловскі в футболці збірної Угорщини | Матчі та голи Рудольфа Ілловскі в футболці збірної Угорщини | Матчі та голи Рудольфа Ілловскі в футболці збірної Угорщини | Матчі та голи Рудольфа Ілловскі в футболці збірної Угорщини | Матчі та голи Рудольфа Ілловскі в футболці збірної Угорщини |
| #                                                           | Дата                                                        | Стадіон                                                     | Суперник                                                    | Рахунок                                                     | Голи                                                        | Турнір                                                      |
| 1945                                                        | 1945                                                        | 1945                                                        | 1945                                                        | 1945                                                        | 1945                                                        | 1945                                                        |
| ----------------------------------------------------------- | ----------------------------------------------------------- | ----------------------------------------------------------- | ----------------------------------------------------------- | ----------------------------------------------------------- | ----------------------------------------------------------- | ----------------------------------------------------------- |
| 1.                                                          | 19.08.1945                                                  | Будапешт, Угорщина                                          | Австрія                                                     | 2:0                                                         | 0                                                           | товариський                                                 |
| 1947                                                        |                                                             |                                                             |                                                             |                                                             |                                                             |                                                             |
| 2.                                                          | 17.08.1947                                                  | Будапешт, Угорщина                                          | Болгарія                                                    | 9:0                                                         | 0                                                           | Балканський кубок 1947                                      |
| 1945                                                        |                                                             |                                                             |                                                             |                                                             |                                                             |                                                             |
| 3.                                                          | 23.05.1948                                                  | Тирана, Албанія                                             | Албанія                                                     | 0:0                                                         | 0                                                           | Балканський кубок 1948                                      |

## Особисте життя
У 1946 році він одружився, мав двох дітей. Його син, Гьогре Ілловскі (1950-2007) також був спортсменом, але в 1964 році потрапив у серйозну аварію й через отриману в ній травму пішов зі спорту.